# ميخائيل رايس
ميخائيل رايس (بالإنجليزية: Michael Rice)‏ هو دراج أسترالي، ولد في 25 يناير 1996 في كانبرا في أستراليا.

## وصلات خارجية
- ميخائيل رايس على موقع الاتحاد الدولي للدراجات (الإنجليزية)
- ميخائيل رايس على موقع أرشيف الدراجات (الإنجليزية)
- ميخائيل رايس على موقع إحصائيات الدراجات الإحترافية (الإنجليزية)
- ميخائيل رايس على موقع نسبة الدراجات (الإنجليزية)